# Ніколаєвка (Кухурештій-де-Сус)
Ніколаєвка (рум. Nicolaevca) — село у Флорештському районі Молдови. Входить до складу комуни, адміністративним центром якої є село Кухурештій-де-Сус.

## Населення
За даними перепису населення 2004 року у селі проживали 248 осіб.
Національний склад населення села:
| Національність       | Кількість осіб | Відсоток |
| -------------------- | -------------- | -------- |
| молдавани            | 160            | 64,5%    |
| українці             | 76             | 30,6%    |
| росіяни              | 11             | 4,4%     |
| інша / без відповіді | 1              | 0,4%     |
| Всього               | 248            | 100%     |